# Бернардіно Перес
Бернардіно Перес Елісаран (ісп. Bernardino Pérez Elizarán; 21 травня 1925, Ернані — 21 жовтня 2002, Валенсія), відомий за прізвиськом Пасьєгіто (ісп. Pasieguito) — іспанський футболіст, що грав на позиції півзахисника. По завершенні ігрової кар'єри — тренер.
Виступав за національну збірну Іспанії.
Дворазовий володар кубка Іспанії з футболу. Володар кубка Іспанії з футболу (як тренер). Володар Суперкубка УЄФА (як тренер).

## Клубна кар'єра
Вихованець футбольної школи клубу «Реал Сосьєдад».
У дорослому футболі дебютував 1942 року виступами за команду клубу «Валенсія», в якій провів один сезон, взявши участь у 3 матчах чемпіонату.
Згодом з 1944 по 1948 рік грав у складі команд клубів «Леванте», «Валенсія» та «Бургос».
Своєю грою за останню команду знову привернув увагу представників тренерського штабу клубу «Валенсія», до складу якого повернувся 1948 року. Цього разу відіграв за валенсійський клуб наступні одинадцять сезонів ігрової кар'єри. Більшість часу, проведеного у складі «Валенсії», був основним гравцем команди. За цей час двічі виборював титул володаря Кубка Іспанії з футболу.
Завершив професійну ігрову кар'єру у клубі «Леванте», у складі якого вже виступав раніше. Прийшов до команди 1959 року, захищав її кольори до припинення виступів на професійному рівні у 1960.

## Виступи за збірну
1954 року дебютував в офіційних матчах у складі національної збірної Іспанії. Протягом кар'єри у національній команді, яка тривала один рік, провів у формі головної команди країни три матчі.

## Кар'єра тренера
Розпочав тренерську кар'єру невдовзі по завершенні кар'єри гравця, 1963 року, очоливши тренерський штаб клубу «Валенсія».
1972 року став головним тренером команди «Гранада», тренував клуб з Гранади один рік.
Згодом протягом 1973—1975 років очолював тренерський штаб клубу «Спортінг» (Хіхон).
1979 року прийняв пропозицію попрацювати у клубі «Валенсія», команду якого з невеликою перервою тренував до 1982 року.
Останнім місцем тренерської роботи був клуб «Сабадель», головним тренером команди якого Бернардіно Перес був з 1984 по 1985 рік.
| Дата      | Місто   | Господарі | Результат | Гості     | Турнір            | Голи | Примітки |
| --------- | ------- | --------- | --------- | --------- | ----------------- | ---- | -------- |
| 6-1-1954  | Мадрид  | Іспанія   | 4 – 1     | Туреччина | Відбір до ЧС 1954 | -    |          |
| 14-3-1954 | Стамбул | Туреччина | 1 – 0     | Іспанія   | Відбір до ЧС 1954 | -    |          |
| 17-3-1954 | Рим     | Іспанія   | 2 – 2     | Туреччина | Відбір до ЧС 1954 | -    |          |
| Усього    |         | Матчів    | 3         |           | Голів             | 0    |          |

## Досягнення

### Як гравця
- Володар Кубка Іспанії з футболу:

«Валенсія»: 1948–1949, 1954
- Володар Кубка Еви Дуарте:

«Валенсія»: 1949

### Як тренера
- Володар Кубка Іспанії з футболу:

«Валенсія»: 1978–1979
- Володар Суперкубка Європи:

«Валенсія»: 1980